# Albert Merzweiler

Albert Merzweiler

Ferdinand Albert Merzweiler (* 12. März 1844 in Freiburg im Breisgau; † 12. Mai 1906 ebenda) war ein deutscher Glasmaler.
Albert Merzweiler wurde als Sohn des Glasers Albert Matthias Merzweiler (1815–1874) und der Isabella, geb. Born, geboren. Er erlernte bei seinem Vater das Glaserhandwerk und ging anschließend nach  München und Wien, wo er als Kunstglaser und Maler tätig war. 1875 wurde er Gesellschafter in der Glaswerkstatt von Heinrich Helmle (1829–1909), die unter dem Namen Helmle & Merzweiler fortgeführt wurde, nach einem Schlaganfall von Heinrich Helmle 1893 zunächst von Merzweiler alleine, ab 1900 mit Karl Jennes (1852–1924) als künstlerischem Leiter. Seine Wohnung und der Sitz der Werkstatt befand sich seit 1877 in der Eschholzstraße 96.
1878 heiratete er Maria Bächtold aus Schleitheim, die bereits 1880 starb, 1883 heiratete er Margaretha Bächtold, die Schwester seiner ersten Frau.
Albert Merzweiler gehörte 1873 zu den Gründungsmitgliedern des Breisgau-Verein Schauinsland.

## Werke (Auswahl)
- Martyrium des heiligen Sebastian, 1896 (Freiburg, Augustinermuseum, Inv. Nr. 1998/009.1-9)